# Анисов, Андрей Фёдорович
Андре́й Фёдорович Ани́сов (1899—1942) — советский военачальник, генерал-майор (4.06.1940). Погиб на фронте Великой Отечественной войны.

## Биография
Украинец. Из крестьян.
В Красной Армии с 1918 года. Участвовал красноармейцем в Гражданской и в советско-польской войнах. Член РКП(б) с 1921 года.
Окончил Харьковскую школу червонных старшин в 1921 году. После её окончания ещё несколько лет служил в этой школе, будучи с июля 1921 командиром взвода, с декабря 1921 — временно исполняющим должность инструктора спорта, с октября 1922 — командиром взвода, с сентября 1923 — помощником командира роты, с ноября 1923 — командиром взвода пулемётной команды, с октября 1924 — начальником пулемётной команды, с февраля 1925 — командиром пулемётной роты.
В 1928 году окончил Военная академия РККА имени М. В. Фрунзе. С августа 1928 — начальник штаба 136-го стрелкового полка 46-й стрелковой дивизии. С марта 1930 года служил в Штабе РККА: помощник начальника 2-го сектора, с 1932 по январь 1935 — начальником 3-го сектора 1-го отдела I Управления Штаба РККА. С февраля 1935 — командир 152-го стрелкового полка 51-й Перекопской стрелковой дивизии Украинского военного округа. В 1937 году был направлен на учёбу в Академию Генерального штаба РККА, где учился на ставшем позднее знаменитым «маршальском курсе» (на нём учились 4 будущих Маршалов Советского Союза, 6 генералов армии, 8 генерал-полковников, 1 адмирал). Однако доучиться ему не дали и направили на штабную работу: с августа 1938 — начальник 1-го (оперативного) отдела штаба Закавказского военного округа. С 29 марта 1940 года — помощник начальника Оперативного управления Генерального штаба РККА, с ноября 1940 — заместитель начальника Оперативного управления Генерального штаба Красной Армии, где участвовал в разработке оперативного плана сосредоточения и развёртывания Вооружённых Сил на случай войны. Конкретно занимался разработкой документов по юго-западному и южному направлениям.

## Великая Отечественная война
С началом Великой Отечественной войны — в той же должности. С 10 августа по 12 октября 1941 года — начальник штаба Резервного фронта, участник Смоленского сражения и битвы за Москву. С 1 апреля 1942 года — начальник штаба 57-й армии Южного фронта. Во время Харьковской операции в мае 1942 года попал в окружение. Покончил с собой 25 мая 1942 в окружении во избежание плена.

## Воинские звания
- Полковник (24 декабря 1935)
- Комбриг (16 августа 1938)
- Комдив (5 апреля 1940)
- Генерал-майор (4 июня 1940)

## Награды
- орден Отечественной войны 1-й степени (6.05.1965, посмертно)[3]
- орден Красной Звезды (14.06.1940)[4]
- медаль «ХХ лет Рабоче-Крестьянской Красной Армии» (22.02.1938)[5]